# هایدی برول
هایدی برول (آلمانی: Heidi Brühl; ۳۰ ژانویهٔ ۱۹۴۲ – ۸ ژوئن ۱۹۹۱) بازیگر و خواننده اهل آلمان بود.
از فیلم‌ها یا برنامه‌های تلویزیونی که وی در آن نقش داشته‌است می‌توان به تحریم آیگر اشاره کرد. برول نماینده کشور آلمان در مسابقه آواز یوروویژن ۱۹۶۳ بوده‌است. او از سرطان سینه در ۴۹ سالگی درگذشت.